# Begonia zimmermannii
Espèce
Begonia zimmermannii est une espèce de plantes de la famille des Begoniaceae. Ce bégonia est originaire de Tanzanie. L'espèce fait partie de la section Tetraphila. Elle a été décrite en 1961 par Edgar Irmscher (1887-1968), à la suite des travaux de Gustav Albert Peter (1853-1937). L'épithète spécifique est un hommage au botaniste allemand Albrecht Zimmermann qui fut directeur d'un institut de biologie et d'agriculture de Tanzanie de 1902 à 1920,.

## Répartition géographique
Cette espèce est originaire du pays suivant : Tanzanie.